# Podlodów (gmina Łaszczów)
Podlodów – wieś w Polsce położona w województwie lubelskim, w powiecie tomaszowskim, w gminie Łaszczów.
| SIMC    | Nazwa                  | Rodzaj    |
| ------- | ---------------------- | --------- |
| 0893972 | Kolonia Podlodów       | część wsi |
| 0893989 | Kolonia Podlodów Drugi | część wsi |
| 0893995 | Krasoniówka            | część wsi |
| 0894003 | Kulikówka              | część wsi |
| 0894010 | Ozdobówka              | część wsi |

W latach 1975–1998 miejscowość należała administracyjnie do województwa zamojskiego.
Wieś stanowi sołectwo gminy Łaszczów. Według Narodowego Spisu Powszechnego z roku 2011 wieś liczyła 249 mieszkańców.

## Historia
Ślady osadnictwa sięgają okresu kultury przeworskiej - w roku 1960 znaleziono tu bogato wyposażony grób z III wieku, ze zdobionym mieczem rzymskim.
Wieś notowana w roku 1439 jako „Pollodow”. Z Podlodowa pisali się w roku 1439 Mikołaj i Jan.
W wieku XIX Podlodów stanowił wieś z folwarkiem, a także dobra tej nazwy w powiecie tomaszowskim, gminie Czerkasy, parafii Gródek. Wieś odległa 16 wiorst od Tomaszowa położona wówczas przy granicy galicyjskiej.

W roku 1885 Podlodów posiadał 54 domy i 301 mieszkańców, w tym wyznania rzymskokatolickiego 119 osób.
Według spisu miast, wsi, osad Królestwa Polskiego z 1827 r. we wsi były 43 domy i 312 mieszkańców. W ówczesnej wsi była cerkiew drewniana zbudowana w roku 1752, filialna do parafii w Pienianach, a także szkółka początkowa. Ludność parała się głównie rolnictwem, byli tu także rzemieślnicy: 1 stolarz, 1 mularz, 2 kowali, 3 tkaczy, 1 cieśla. Obok folwarku nasypy, mówią, że to były wały opasujące kościół ariański. Od roku 1878 funkcjonowała fabryka mączki i krochmalu z kartofli, produkująca rocznie 20000 pudów mączki (ziemniaczanej). W 1880 roku wartość produkcji wynosiła 34 200 rubli srebrnych. Przy fabryce była młocarnia. Gleba żyzna, na folwarku owczarnia zarodowa, lasu nie było.
Dobra Podlodów składały się w 1874 r. z folwarku i wsi: Podlodów z literą A i Podlodów z literami CD. Rozległość dominialna gruntów wynosiła 817 mórg.[...]
Wieś Podlodów literą A posiadała osad 23, z gruntem mórg 208. Wieś Podlodów litera B osad 12, z gruntem mórg 171; Wieś Podlodów literą CD osad 12, z gruntem mórg 130.
W skorowidzu miejscowości z roku 1967 występują Podlodów – wieś i Podlodów Pierwszy – kolonia. Miejscowości w gromadzie  Łaszczczów, PRN w Tomaszowie Lubelskim. 